# Ctiboh Zoch
Ctiboh Zoch (Veličná, 17 marzo 1815 – Jasenová, 15 dicembre 1865) è stato un pastore protestante, poeta, filosofo storico, traduttore e giornalista slovacco. Adottò gli pseudonimi di Ctiboh Cochius, Timotheus Cochius, Ctiboh Czochius e Ctiboh Slovakovský.

## Biografia
Ricevette l'istruzione di base nel paese natio. Fra il 1826 e il 1829 frequentò il liceo evangelico di Kežmarok, dal 1829 al 1831 proseguì gli studi al ginnasio di Gemer, quindi dal 1831 al 1833 al liceo evangelico di Banská Štiavnica, e dal 1833 al 1835 al liceo evangelico di Presburgo, l'odierna Bratislava. Nel 1837 a Presburgo fu ordinato pastore luterano per la Chiesa evangelica slovacca e nello stesso anno fu inviato a Jasenová come parroco.
Ctiboh Zoch fu un membro e un rappresentante di spicco del Risorgimento slovacco. Oltre alle sue vaste attività culturali e letterarie, contribuì a innalzare il livello spirituale, sociale e culturale della gente comune. Nel 1845 fu cofondatore del Circolo della Temperanza, ossia contro l'alcolismo, di Jasenová.
Fu membro della Società ceco-slovacca di Presburgo  (1833-1836), membro della società segreta Vzájemnosť (1837-1839), e membro della Fratellanza degli Insegnanti dell'Orava, di cui fu cofondatore nel 1837. Fu anche membro dell'associazione Tatrín. Partecipò e organizzò l'Insurrezione slovacca del 1848-1849, ebbe parte nelle petizioni di Gäceľ del 1848 e fu membro della direzione della Matica slovenská. Si dedicò alla storia della regione di Orava e della Slovacchia.

## Opere
- Letopisný prehľad dejepisu cirkve kresťanskej a evanjelickej zvlášť ("Una panoramica della storia della Chiesa cristiana ed evangelica in particolare")
- Dušeslovie alebo Slovo o našej duši ľudskej...Katechizmus kresťanského náboženstva ("Spiritologia, ovvero Trattato sul nostro spirito umano...Catechismo della religione cristiana"), 1854
- Náboženstvo pohanských Slovanov ("La religione degli Slavi pagani") (giornale Sokol, 1893).
- Slovo za slovenčinu ("Trattato sullo slovacco"), SVKL Bratislava, 1958.